# Ісмаїл Аззауї
Ісмаїл Аззауї (фр. Ismail Azzaoui; нар. 6 січня 1998, Брюссель) — бельгійський футболіст марокканського походження, фланговий півзахисник клубу «Омонія 29-го травня».

## Клубна кар'єра
Народився 6 січня 1998 року в місті Брюссель. Розпочав займатись футболом в академії клубу «Андерлехт» з рідного міста, а 2014 року був придбаний англійським клубом «Тоттенгем Готспур», в молодіжній команді якого провів сезон 2014/15.
31 серпня 2015 року за 500 тис. євро перейшов у німецький «Вольфсбург», де став виступати за другу команду в Регіональній лізі Північ та Юнацькій лізі УЄФА. 21 листопада в матчі проти бременського «Вердера» він дебютував за першу команду у Бундеслізі, замінивши у другому таймі Даніеля Каліджурі.
Не пробившись до основного складу для отримання ігрової практики на початку серпня 2017 року Аззауї був відданий в оренду на сезон до нідерландського «Віллем II» з Тілбурга, де став стабільно грати. Після повернення до «Вольфсбурга» Аззауї травмував коліно і знаходився поза грою протягом усього сезону 2018/19.
Повернувшись з оренди влітку 2018 року, наступний сезон пропустив через травму коліна, після відновлення грав за другу команду «Вольфсбурга», а влітку 2020 року залишив клуб на правах вільного агента. Надалі захищав кольори команд «Гераклес» та «Араз».
24 грудня 2024 року підписав контракт з клубом «Омонія 29-го травня».

## Виступи за збірні
2013 року дебютував у складі юнацької збірної Бельгії (U-15). З командою до 17 років вийшов в півфінал юнацького чемпіонату Європи в Болгарії, забивши три голи у п'яти іграх. Згодом у тому ж році Аззауї допоміг юнацькій збірній посісти третє місце на юнацькому чемпіонаті світу в Чилі, зігравши чотири гри. Загалом на юнацькому рівні взяв участь у 31 іграх, відзначившись 9 забитими голами.